# 雙曲正弦
| 雙曲正弦 |        |
|          |        |
| 性質     |        |
| 奇偶性   | 奇     |
| 定義域   | (-∞,∞) |
| 到達域   | (-∞,∞) |
| 特定值   |        |
| 當x=0    | 0      |
| 當x=+∞   | +∞     |
| 當x=-∞   | -∞     |
| 最大值   | +∞     |
| 最小值   | -∞     |
| 其他性質 |        |
| 渐近线   | N/A    |
| 根       | 0      |
| 臨界點   | N/A    |
| 拐點     | 0      |

在數學中，雙曲正弦是一種雙曲函數，是雙曲幾何中，與歐幾里得幾何的正弦函數相對應的函數。雙曲正弦可以視為正弦函數的類似物，然而雙曲正弦不具備週期性，且在定義域為實數的情況下，其值域也包括了整個實數域。一般的正弦可以表示為單位圓上特定角構成之弦長的一半，或該角與圓之交點的y座標；而雙曲正弦則代表單位雙曲線上特定雙曲角構成之雙曲弦長的一半，或該雙曲角與單位雙曲線之交點的y座標。雙曲正弦一般以sinh表示，在部分較舊的文獻中有時會以{\displaystyle {\mathfrak {Sin}}}表示。

## 定義
雙曲正弦一般計為{\displaystyle \sinh }（有時會簡寫為{\displaystyle \operatorname {sh} }），其在複變分析中定義為:
{\displaystyle \sinh :z\mapsto {\frac {\mathrm {e} ^{z}-\mathrm {e} ^{-z}}{2}}}
其中{\displaystyle z\mapsto \mathrm {e} ^{z}}是複變指數函數。

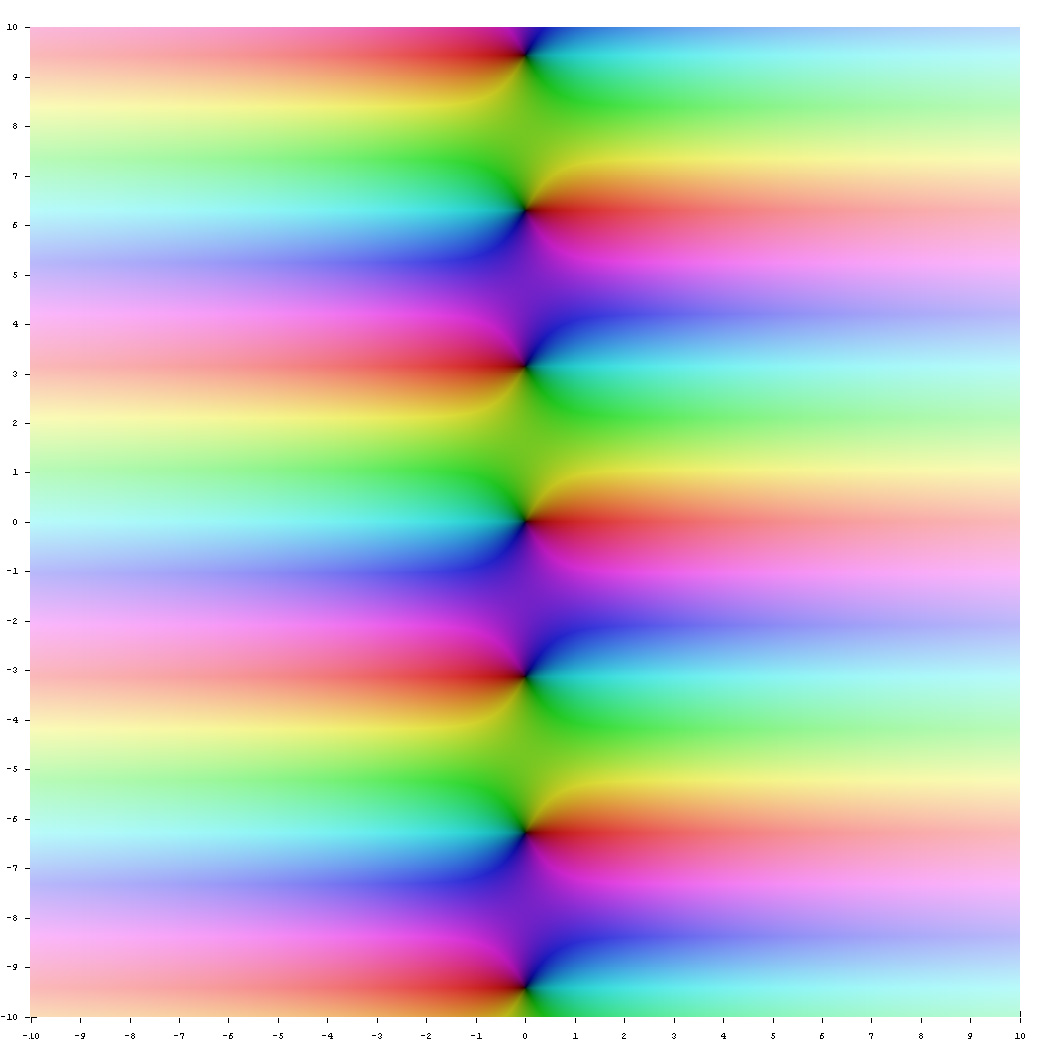
複數域雙曲正弦的色相環複變函數圖形

也就是說，雙曲正弦等同於指數函數與其倒數之差的一半。雙曲正弦也可以視為自然指數函數的奇函數部分
在雙曲幾何中，雙曲正弦函數類似於歐幾里得幾何中的正弦函數。

## 性質

### 一般性質
- 雙曲正弦在實數中是一個連續函數，在複數中是一個全純函數，因此在整個複數域中雙曲正弦處處可微，其導函數為雙曲餘弦函數。[9]
- 雙曲正弦是一個奇函數。[10]
- 在實數域中，雙曲正弦是一個嚴格遞增函數。其中在區間{\displaystyle \left[-\infty ,0\right]}上是凹函數、在區間{\displaystyle \left[0,+\infty \right]}上是凸函數。[9]

### 三角學性質
根據雙曲正弦與雙曲餘弦的指數定義，可以推得：
{\displaystyle \mathrm {e} ^{z}=\cosh z+\sinh z}
{\displaystyle \mathrm {e} ^{-z}=\cosh z-\sinh z}
其與經典的歐拉公式類似。
當{\displaystyle x\in \mathbb {R} }時，有以下恆等式:
{\displaystyle \sinh(\mathrm {i} x)={\frac {\mathrm {e} ^{\mathrm {i} x}-\mathrm {e} ^{-\mathrm {i} x}}{2}}=\mathrm {i} \sin(x)}
{\displaystyle \sinh(x)=-\mathrm {i} \sin(\mathrm {i} x)}
{\displaystyle \sinh(x+y)=\sinh(x)\cosh(y)+\cosh(x)\sinh(y)}
{\displaystyle \sinh x=2\sinh \left({\frac {x}{2}}\right)\cosh \left({\frac {x}{2}}\right)}
{\displaystyle \sinh x=x\prod _{n=1}^{\infty }{\cosh \left(x/2^{n}\right)}}
{\displaystyle \sinh ^{2}\left({\frac {x}{2}}\right)={\frac {\cosh(x)-1}{2}}}

## 特殊值
雙曲正弦存在一些特殊值：
- {\displaystyle \sinh(0)=0}
- {\displaystyle \sinh(1)={\frac {\mathrm {e} ^{2}-1}{2\mathrm {e} }}}
- {\displaystyle \sinh(\mathrm {i} )=\mathrm {i} \sin(1)}
- {\displaystyle \sinh(\ln \varphi )={\frac {1}{2}}}

其中{\displaystyle \varphi }為黃金比例